# Центральний (бахш, шагрестан Зарандіє)
Центральний (перс. مركزئ) — бахш в Ірані, в шагрестані Зарандіє остану Марказі. За даними перепису 2006 року, його населення становило 48274 особи, які проживали у складі 12448 сімей.

## Дегестани
До складу бахша входять такі дегестани:
- Гакімабад
- Рудшур
- Хошкруд